# BBC World Service
BBC World Service (рус. Всемирная служба Би-би-си) — британская международная общественная радиостанция. Входит в BBC.

## История
Служба World Service начала своё вещание под названием BBC Empire Service в 1932 году на коротких волнах и было нацелено преимущественно на англоговорящих жителей Британской империи. Об этом заявил король Георг Пятый в его первом Королевском Рождественском Обращении 1932 года: «Мужчины и женщины разделены снегом, пустыней, или морем, так что голоса их могут достигнуть только по воздуху.» Ожидание от вещания сначала не были велики. Генеральный директор BBC, Сэр Джон Рейт (позднее лорд Рейт) сказал в первой передаче: «Не ожидайте многого в первые годы; в течение некоторого времени мы будем транслировать сравнительно простые передачи, чтобы добиться хорошего приёма и собрать сведения относительно типа материала, подходящего для вещания в каждом регионе. Программы не будут ни очень интересны, ни очень хороши.» Этот текст был зачитан вслух пять раз, поскольку он передавался в различные части мира.
3 января 1938 года появилась первая служба на иностранном языке — арабском, 14 марта 1938 года были запущены радиоблоки на испанском в направлении Латинской Америки и португальском в направлении Бразилии, 27 сентября — на немецком, французском и итальянском языках, с 1939-го — на турецком. К концу 1942 года радиовещание шло на всех главных европейских языках и некоторых азиатских: фарси (1940), бирманском (1940), хинди (1940), китайском (1941), бенгальском (1941), тамильском (1941), сингальском (1942). В результате в ноябре 1939 года Empire Service была переименована в BBC Overseas Service («Заграничная Служба Би Би Си»), а в 1941 году была запущена BBC European Service. Эти вещательные службы финансировались не из лицензионных сборов, а дотировались правительством из бюджета Министерства иностранных дел, и на административном языке были названы External Services of the BBC («Внешние Службы Би-би-си»). «Внешние Службы Би-би-си» играли особую роль в международном радиовещании во время Второй мировой войны как альтернативный источник новостей для широкого круга слушателей, особенно для тех, которые оказались на оккупированных территориях, причём им часто приходилось слушать радио втайне. Джордж Оруэлл читал много сводок новостей на Eastern Service (Восточная Служба) во время Второй мировой войны, немецкая служба играла важную роль в пропагандистской войне против Нацистской Германии. К концу 1940-х годов была расширена аудитория: радиопередачи стали вестись на урду и индонезийском (с 1949), вьетнамском (с 1952), также улучшилось покрытие после открытия ретрансляторов в Малайзии и кипрском Лимассоле в 1957 году.
Во второй половине 1950-х — 1960-х гг. BBC прекратила вещание ряда радиоблоков на языках капиталистических развитых стран: 10 августа 1957 года — на норвежском и португальском, 30 августа — на нидерландском и датском, 4 марта 1961 года — на шведском, 28 октября 1968 года — на иврите. (Вещание на исландском было прекращено ещё 26 июня 1944 года). Зато было начато вещание на языках стран Африки и Азии: 13 марта 1957 года — на хауса, 18 июля — на сомали, 27 июня — на суахили, 20 июня 1960 года — на французском в направлении Африки, 7 июня 1969 года — на непальском.
1 мая 1965 года служба обрела своё текущее название BBC World Service, территория вещания увеличилась с открытием ретранслятора на Острове Вознесения в 1966 году (улучшилось вещание на Африку), позже запустили передатчик на Острове Масира.
Вещание на языке пушту началось 15 августа 1981 года, на руанда — 8 сентября 1994 года/
Новая волна закрытия вещания на языках капиталистических развитых стран пришлась на 1980-е — 1990-е гг. 31 декабря 1981 года прекращено вещание на итальянском и мальтийском, 31 марта 1991 — на японском, 31 марта 1994 — на французском, 31 декабря 1997 — на финском, 26 марта 1999 — немецком. После распада СССР и Югославии началось вещание на языках Восточной Европы, Закавказья и Средней Азии. 29 сентября 1991 года радиоблок на сербско-хорватском языке был разделён на сербский и хорватский, 1 июня 1992 года началось вещание на украинском языке, 30 ноября 1994 — на азербайджанском и узбекском, 1 апреля 1995 — на казахском и киргизском, 6 января 1996 — на македонском.
Во второй половине 2000-х было прекращено вещание на большинстве восточно-европейских языков: 16 декабря 2005 года был закрыт радиоблок на казахском, 23 декабря — на польском, словенском, болгарском, 31 декабря — на греческом, венгерском и словацком, 31 января 2006 года — на хорватском, 28 февраля — на шведском, 1 августа 2008 года — на румынском. Сэкономленные деньги пошли на финансирование телевещания на арабском и персидском языках, запуск которых состоялся в 2007 году. (Вещание на сербском завершено 25 февраля 2011 года, на албанском — 28 февраля, на македонском — 4 марта. Веб-сайт BBC на русском языке существует и сейчас).
В 2011 году было прекращено вещание на португальском в направлении Африки и английском в направлении Вест-Индии, прекратилось вещание на коротких волнах на русском, украинском, китайском (Мандарин), турецком, вьетнамском, азербайджанском и испанском (на Кубу) языках, оставшись в интернете и на спутниках. Прекращено коротковолновое вещание на хинди, индонезийском, киргизском, непальском, суахили, руанда и рунди.

## Организация, финансирование и аудитория
BBC World Service в настоящее время вещает из Радиотелевизионного центра (англ. Broadcasting House) в Лондоне, который также является штабом корпорации. Сама служба расположена в новых корпусах здания, где находятся радио-и телевизионные студии для использования несколькими языковыми службами.
Первоначально служба находилась в том же Broadcasting House. Однако, после взрыва парашютной бомбы вблизи здания 8 декабря 1940 года служба переехала. «Overseas service» расположилось на Оксфорд стрит, в то время как «European service» — в Буш-хаус, в который в 1958 году переместился также и «Overseas service». Буш-хаус с тех пор стал «домом Би-би-си», по этой причине глобальную известность получило и само здание. Позже, в 2012 году World Service переехала обратно в Broadcasting House.
BBC World Service в настоящее время вещает на английском (круглосуточно) и на 27 других языках. Новости и информация доступны на всех этих языках на сайте BBC. На английском и на 18 других языках вещание передаётся «традиционным» радио, то есть на коротких волнах или в диапазонах AM и FM. Эти программы также доступны для прослушивания через Интернет вживую или в записи — обычно они доступны в течение семи дней после выхода в эфир. На 16 языках есть видеорепортажи. На двух языках вещают телевизионные каналы — на арабском и на персидском.
Традиционно BBC World Service полагалось на коротковолновые радиопередачи из-за их свойства распространяться на большое расстояние. С этой целью у Би-би-си имелась целая сеть коротковолновых ретрансляторов по всему миру, главным образом в бывших британских колониях.
В дополнение к радиовещанию BBC World Service также ведёт проект BBC Learning English — это программа для помощи слушателям в изучении английского языка.
До 2014 года World Service финансировалось грантами Министерства иностранных дел Правительства Её Величества, однако с 1 апреля 2014 года стало финансироваться из налоговых поступлений (из обязательных взносов за телевидение, которые уплачивают домохозяйства в Соединенном Королевстве, использующие телевизор для просмотра телепередач).
World Service — патрон британской Радиоакадемии. Директор World Service в настоящее время[когда?] Питер Хоррокс.
В июне 2009 года аудитория BBC World Service составляла около 188 миллионов человек в неделю.

## Вещание
Транслирует новостные и дискуссионные передачи на 28 языках почти во всём мире, на коротких волнах, в диапазонах FM и MW, в аналоговом формате и в цифровом формате, через спутники и интернет.
Позывной сигнал BBC World Service, как и иных подразделений Би-би-си — мелодия марша «Лиллибуллеро».

### Африка
Радиопередачи традиционно передавались из Великобритании, Кипра, с крупного ретранслятора Би-би-си на Острове Вознесения, ретранслятора меньшего размера в Лесото и «Ретрансляционной станции Индийского океана» на Сейшельских островах. Большая часть программ посвящена собственно Африке, например Network Africa ( (англ.) Сеть Африка), Focus on Africa (Фокус на Африку) и Africa Have Your Say (Африка, говори). В 1990-х годах во многих африканских столицах World Service стала вещать в диапазоне FM.

### Америка
Коротковолновые радиопередачи Би-би-си к этой области традиционно передавались Атлантической Ретрансляционной станцией и «Карибской Ретрансляционной Компанией», станцией в Антигуа, которым Би-би-си управляет совместно с «Немецкой волной». Кроме того, соглашение по обмену с Радио Канады предоставляло доступ к их станции в Нью-Брансуике. Однако, 1 июля 2001 года «изменение привычек слушающих» принудило World Service прекратить коротковолновую передачу радио на Северную Америку и Австралазию
Би-би-си продолжает вещать в Центральной Америке и Южной Америке на нескольких языках. Можно поймать сигнал, направленный в сторону Восточной и Северной Америки, но Би-би-си не гарантирует там приём. World Service продолжает трансляции на Фолклендские острова, но передачи, предназначенные специально для аудитории на этих островах, были прекращены.

### Азия
В течение нескольких десятилетий большое количество слушателей World Service проживали в Азии, на Ближнем Востоке и в Южной Азии. Кроме передатчика на Кипре для передачи сигнала в Азию использовались Ретрансляционная станция в Омане и дальневосточная Ретрансляционная станция в Сингапуре. Восточноазиатская Ретрансляционная станция BBC переехала из Гонконга в Таиланд в 1997 году, когда прежняя британская колония Гонконг вернулась под китайский суверенитет. Благодаря этому переезду сигнал Би-би-си улучшился в областях, где коротковолновое радио традиционно было популярно. Частоты англоязычного вещания в этом районе 6195, 9740, 15310/360 и 17790/760 kHz широко известны.
Наибольшие количество слушателей у радио, вещающего на английском, хинди, урду, бенгальском, тамильском и некоторых других языках Южной Азии, имена дикторов Би-би-си широко известны в этом регионе. В Гонконге и Сингапуре, Би-би-си на английском языке по существу рассматривается как местная станция, легко доступная и имеющая долгосрочные соглашения с Radio Television Hong Kong и MediaCorp Radio.

### Европа
World Service использовало средневолновый передатчик на Мысе Орфорд (англ. Orford Ness), чтобы обеспечить англоязычное вещание в Европе, включая частоту 648 кГц (эту волну можно было услышать в юго-восточной части Англии). Передачи на этой частоте были прекращены 27 марта 2011 года вследствие снижения бюджетного финансирования в 2010 году. Второй канал (1296 kHz) в 2005 году начал регулярные передачи через Digital Radio Mondiale (DRM).
В понедельник 18 февраля 2008 года BBC World Service прекратила аналоговые коротковолновые передачи в Европе. Уведомление гласило:
Увеличивающееся число людей во всём мире хочет слушать радио посредством других платформ, включая FM, спутник и онлайн, и меньшее количество слушает на коротких волнах.
В Европе BBC World Service иногда можно услышать на коротковолновых частотах, предназначенных Северной Африке. Мощный сигнал 198 kHz LW, который также передает BBC Radio 4 Великобритании в течение дня (а World Service в течение ночи), может также быть услышан в соседних частях Европы, включая Ирландскую республику, Нидерланды, Бельгию, частично — Францию, Германию и Скандинавские страны.

### Великобритания
World Service не получает финансирование для радиопередач к Великобритании, и надёжный прием на средних волнах был возможен только на юго-востоке Англии на 648 kHz — и оно прекратилось в 2011 году, из-за снижения расходов. Однако, начиная с введения цифрового радиовещания, продукция World Service стала широко доступной и в Великобритании на различных платформах цифрового радио. World Service также передается на частотах Радио Би-би-си 4 после завершения работы последнего в 01:00 по Гринвичу и до утра.

## Языки

### Действующие службы
| - Азербайджанский - Бенгальский - Бирманский - Китайский - Французский для Африки - Хауса - Хинди - Индонезийский - Рунди - Руанда | - Киргизский - Непальский - Пушту - Персидский - Португальский для Бразилии - Русский - Сингальский - Сомалийский - Испанский для Латинской Америки | - Суахили - Тамильский - Турецкий - Украинский - Язык урду - Узбекский - Вьетнамский |

### Список всех закрытых и существующих языковых служб.
| Язык                                              | Начало Вещания                 | Конец Вещания                   | Веб сайт                                                        |
| ------------------------------------------------- | ------------------------------ | ------------------------------- | --------------------------------------------------------------- |
| Африкаанс                                         | 14 Мая 1939                    | 8 Сентября 1957                 |                                                                 |
| Албанский                                         | 12 Ноября 1940 20 Февраля 1993 | 20 Января 1967 28 Февраля 2011  | BBC Albanian Archive                                            |
| Арабский                                          | 3 Января 1938                  |                                 | BBC Arabic                                                      |
| Азербайджанский                                   | 30 Ноября 1994                 |                                 | BBC Azeri                                                       |
| Бельгийский французский и Бельгийский голландский | 28 Сентября 1940               | 30 Марта 1952                   |                                                                 |
| Бенгальский                                       | 11 Октября 1941                |                                 | BBC Bangla                                                      |
| Болгарский                                        | 7 Февраля 1940                 | 23 Декабря 2005                 | BBC Bulgarian Archive                                           |
| Бирманский                                        | 2 Сентября 1940                |                                 | BBC Burmese                                                     |
| Хорватский                                        | 29 Сентября 1991               | 31 Января 2006                  | BBC Croatian Archive                                            |
| Кантонский диалект китайского                     | 5 Мая 1941                     |                                 | BBC Chinese                                                     |
| Миньский язык                                     | 1 Октября 1942                 | 7 Февраля 1948                  |                                                                 |
| Севернокитайский (мандаринский)                   | 19 Мая 1941                    |                                 | BBC Chinese                                                     |
| Чешский                                           | 31 Декабря 1939                | 28 Февраля 2006                 | BBC Czech Archive                                               |
| Датский                                           | 9 Апреля 1940                  | 10 Августа 1957                 |                                                                 |
| Нидерландский                                     | 11 Апреля 1940                 | 10 Августа 1957                 |                                                                 |
| Нидерландский для Индонезии                       | 28 Августа 1944 25 Мая 1946    | 2 Апреля 1945 13 Мая 1951       |                                                                 |
| Английский                                        | 25 Декабря 1936                |                                 | BBC World Service                                               |
| Английский для Карибского бассейна                | 25 Декабря 1976                | 25 Марта 2011                   | BBC Caribbean Archive                                           |
| Финский                                           | 18 Марта 1940                  | 31 Марта 1997                   |                                                                 |
| Африканский французский                           | 20 Июня 1960                   |                                 | BBC French                                                      |
| Канадский французский                             | 2 Ноября 1942                  | 8 Мая 1980                      |                                                                 |
| Французский                                       | 27 Сентября 1938               | 31 Марта 1995                   |                                                                 |
| Французский для юго-восточной Азии                | 28 Августа 1944                | 3 Апреля 1955                   |                                                                 |
| Немецкий                                          | 27 Сентября 1938               | 30 Марта 1999                   |                                                                 |
| Австрийский немецкий                              | 29 Марта 1943                  | 15 Сентября 1957                |                                                                 |
| Греческий                                         | 30 Сентября 1939               | 31 Декабря 2005                 | BBC Greek Archive                                               |
| Кипрский диалект греческого                       | 16 Сентября 1940               | 3 Июня 1951                     |                                                                 |
| Гуджарати                                         | 1 Марта 1942                   | 3 Сентября 1944                 |                                                                 |
| Хауса                                             | 13 Марта 1957                  |                                 | BBC Hausa                                                       |
| Иврит                                             | 30 Октября 1949                | 28 Октября 1968                 |                                                                 |
| Хинди                                             | 11 Мая 1940                    |                                 | BBC Hindi                                                       |
| Венгерский                                        | 5 Сентября 1939                | 31 Декабря 2005                 | BBC Hungarian Archive                                           |
| Исландский                                        | 1 Декабря 1940                 | 26 Июня 1944                    |                                                                 |
| Итальянский                                       | 27 Сентября 1938               | 31 Декабря 1981                 |                                                                 |
| Индонезийский                                     | 30 Октября 1949                |                                 | BBC Indonesian                                                  |
| Японский                                          | 4 Июля 1943 17 октября 2015    | 31 Марта 1991                   | BBC Japanese                                                    |
| Казахский                                         | 1 Апреля 1995                  | 16 Декабря 2005                 | BBC Kazakh Archive                                              |
| Руанда                                            | 8 Сентября 1994                |                                 | BBC Kinyarwanda                                                 |
| Киргизский                                        | 1 Апреля 1995                  |                                 | BBC Kyrgyz                                                      |
| Люксембургский                                    | 29 Мая 1943                    | 30 Мая 1952                     |                                                                 |
| Македонский                                       | 6 Января 1996                  | 4 Марта 2011                    | BBC Macedonian Archive                                          |
| Малайский                                         | 2 Мая 1941                     | 31 Марта 1991                   |                                                                 |
| Мальтийский                                       | 10 Августа 1940                | 31 Декабря 1981                 |                                                                 |
| Маратхи                                           | 1 Марта 1942 31 Декабря 1944   | 3 Сентября 1944 25 Декабря 1958 |                                                                 |
| Непальский                                        | 7 Июня 1969                    |                                 | BBC Nepali                                                      |
| Норвежский                                        | 9 Апреля 1940                  | 10 Августа 1957                 |                                                                 |
| Пушту                                             | 15 Августа 1981                |                                 | BBC Pashto                                                      |
| Персидский                                        | 28 Декабря 1940                |                                 | BBC Persian                                                     |
| Польский                                          | 7 Сентября 1939                | 23 Декабря 2005                 | BBC Polish Archive                                              |
| Африканский португальский                         | 4 Июня 1939                    | 25 Февраля 2011                 | BBC Portuguese for Africa Archive                               |
| Бразильский португальский                         | 14 Марта 1938                  |                                 | BBC Brasil                                                      |
| Португальский                                     | 4 Июня 1939                    | 10 Августа 1957                 |                                                                 |
| Румынский                                         | 15 Сентября 1939               | 1 Августа 2008                  | BBC Romanian Archive                                            |
| Русский                                           | 7 Октября 1942 24 Марта 1946   | 26 Мая 1943                     | BBC Russian                                                     |
| Сербский                                          | 29 Сентября 1991 26 марта 2018 | 25 Февраля 2011                 | BBC Serbian                                                     |
| Сингальский                                       | 10 Марта 1942 11 Марта 1990    | 30 Марта 1976                   | BBC Sinhala                                                     |
| Словацкий                                         | 31 Декабря 1941                | 31 Декабря 2005                 | BBC Slovak Archive                                              |
| Словенский                                        | 22 Апреля 1941                 | 23 Декабря 2005                 | BBC Slovene Archive                                             |
| Сомалийский                                       | 18 Июля 1957                   |                                 | BBC Somali                                                      |
| Испанский для Латинской Америки                   | 14 Марта 1938                  |                                 | BBC Mundo BBC Latin America                                     |
| Суахили                                           | 27 Июня 1957                   |                                 | BBC Swahili                                                     |
| Шведский                                          | 12 Февраля 1940                | 4 Марта 1961                    |                                                                 |
| Тамильский                                        | 3 Мая 1941                     |                                 | BBC Tamil                                                       |
| Тайский                                           | 27 Апреля 1941 3 Июня 1962     | 5 Марта 1960 13 Января 2006     | BBC Thai Archive                                                |
| Турецкий                                          | 20 Ноября 1939                 |                                 | BBC Turkish Архивная копия от 22 апреля 2009 на Wayback Machine |
| Украинский                                        | 1 Июня 1992                    |                                 | BBC Ukrainian                                                   |
| Урду                                              | 3 Апреля 1949                  |                                 | BBC Urdu                                                        |
| Узбекский                                         | 30 Ноября 1994                 |                                 | BBC Uzbek                                                       |
| Вьетнамский                                       | 6 Февраля 1952                 |                                 | BBC Vietnamese                                                  |
| Патагонский валлийский                            | 1945                           | 1946                            |                                                                 |
| Сербохорватский                                   | 15 Сентября 1939               | 28 Сентября 1991                |                                                                 |
| Нигерийский креольский                            | 21 Августа 2017                |                                 | BBC Pidgin                                                      |

## Комментарии
1. ↑   (англ.) Transcribed from recording on World Service 75th Anniversary DVD; full extract transmitted as part of opening program — the Reith Global Debate — of the 'Free to Speak' 75th anniversary season
2. ↑  The authoritative source on the BBC’s German Service is Carl Brinitzer’s book «Hier spricht London». Brinitzer, a German lawyer from Hamburg living in exile in London, was a founding member.